# Alkinoos

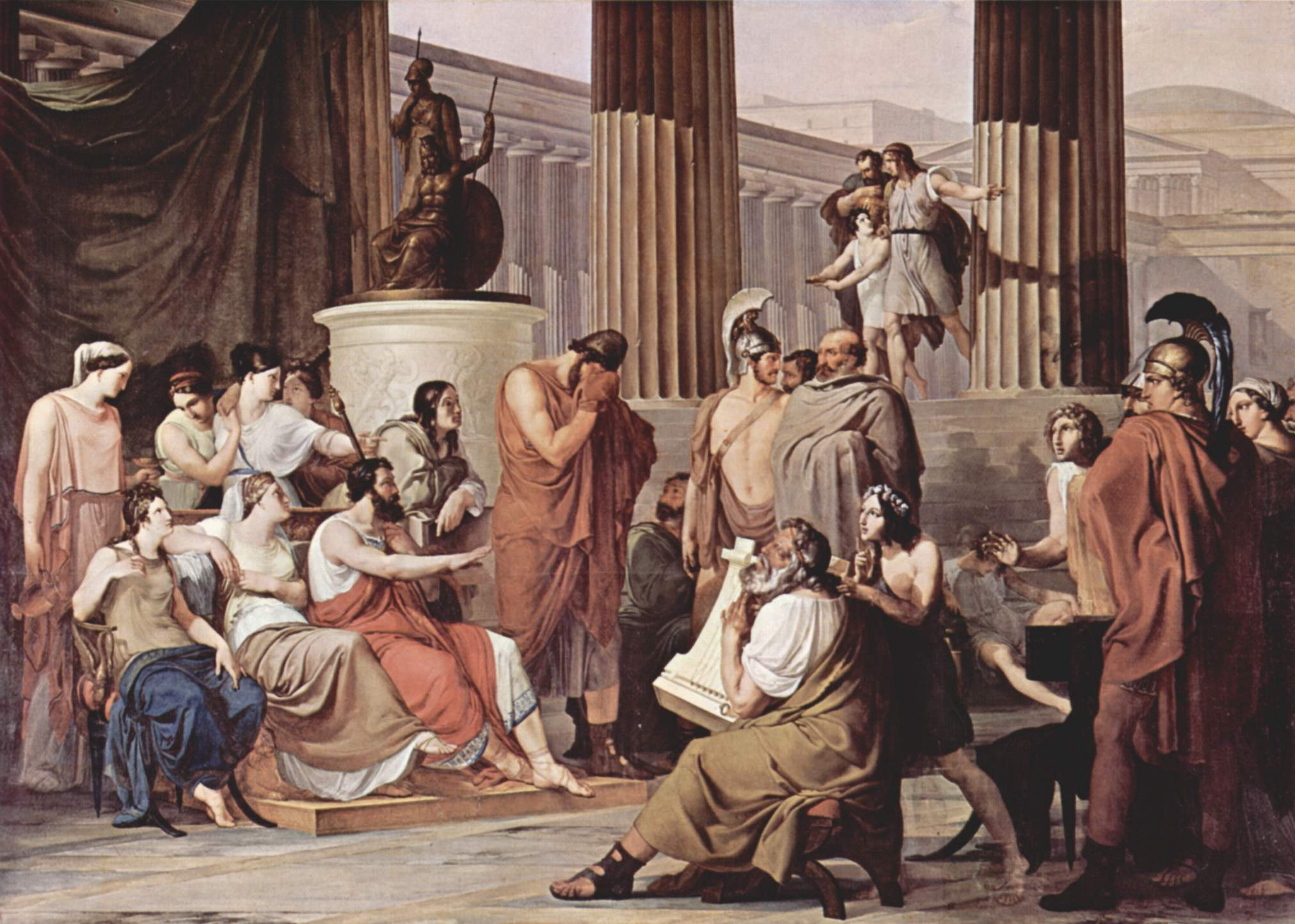
Odysseus vid Alkinoos hov. Målning av Francesco Hayez 1813-1815.

Alkinoos är i grekisk mytologi kung över ett sjöfarande folk faiakerna, som Odysseus mötte i slutet av sina resor. Alkinoos var gift med Arete och far till Nausikaa och Laodamas. De bodde på den mytologiska ön Scheria, som ofta har förknippats med Korfu.
Alkinoos var en frikostig ättling till Poseidon och bodde i ett palats fyllt med dyrbarheter. Arete var också ättling till Poseidon som lägrade Periboia som födde Nausithoos som fick två söner Rhexenor och Alkinoos. Rhexenor fick dottern Arete, som alltså gifte sig med sin farbror.